# さだまさしトリビュート さだのうた
『さだまさしトリビュート さだのうた』は、さだまさしのデビュー35周年を記念して制作されたトリビュート・アルバム。2008年10月22日にユーキャン（販売はユニバーサルミュージック）よりリリース。規格品番：FRCA-1198。

## 収録曲
1. 案山子/ BEGIN（編曲：BEGIN）
アルバム『私花集』より。
さだの代表曲の一つ。BEGINはさだが行なっていたチャリティコンサート「夏 長崎から さだまさし」に2回参加しているほか、さだに触発されて沖縄で「うたの日コンサート（現在はカーニバル）」を開始している。
2. そばに〜たいせつなひと〜 / SEAMO（編曲：Shintaro "Growth" Izutsu)
アルバム『すろうらいふすとーりー』より。
「関白宣言」のカヴァーである「関白」同様、SEAMO流に一部歌詞や曲が加えられている。
3. 奇跡〜大きな愛のように〜 / 錦織健（編曲：渡辺俊幸） 
アルバム『家族の肖像』より。
4. 修二会 / 林英哲 （編曲：渡辺俊幸） 
アルバム『逢ひみての』より。
収録されているのはInstrumental。
5. ひき潮 / 中西圭三（編曲：寺岡呼人、弦編曲：渡辺俊幸）  
アルバム『夢供養』より
6. 道化師のソネット / 松浦亜弥（編曲：服部克久）
シングルより。オリジナル・アルバム未収録。
7. まほろば / THE ALFEE （編曲：高見沢俊彦）
アルバム『夢供養』より。
日本の古典的な題材をモチーフにしている同曲が、高見沢の手によってTHE ALFEEらしいロックナンバーにアレンジされている。THE ALFEEは『さんまのまんま』スペシャルへともにゲスト出演するなど、親交のある後輩である。
8. ひまわり / 平原綾香（編曲：渡辺俊幸） 
アルバム『おもひで泥棒』より。
平原綾香は既に「秋桜」をカバーしているので、さだのカバーは2曲目。エンディングのサックス・ソロは綾香の父・平原まこと。平原親子は、まことがさだのバックメンバーを務めたことがあることからさだと親交があり、綾香も2006年「夏 長崎から さだまさし」の最終回に出演している。なお、元の楽曲はさだが妹の佐田玲子に提供したものである。
9. 掌 / 森山直太朗（編曲表示なし） 
グレープ時代のアルバム『せせらぎ』より。
この曲は既に直太朗の母・森山良子がカヴァーしており、親子2代で同じ曲をカバーしたことになる。
10. トーク「父さんとポチ」 / 立川談春 （脚色：立川談春）
さだのコンサートの定番トークネタを親交のある落語家である談春が、落語の演目として脚色している。さだのオリジナルは、ライブ・アルバム『さだまさし白書-リサイタル'92-』および『さだまさし トーク・ベスト』収録。歌ではなく、トークをカバーする珍しいパターンである。

## クレジット
下記以外は全て作詩・作曲：さだまさし
- 2曲目『そばに〜たいせつなひと〜』 - 作詞：Masashi Sada & Naoki Takada、作曲：Masashi Sada , Naoki Takada & Shintaro "Growth" Izutsu
- 10曲目『父さんとポチ』 - 原作：さだまさし